# Bahnstrecke Tacna–Arica
| Ausfahrt des Zuges aus Arica, 2016 |                      |                                      |                                      |
| Streckenlänge: | 62 km                |                                      |                                      |
| Spurweite: | 1435 mm (Normalspur) |                                      |                                      |
| Zweigleisigkeit: | nein                 |                                      |                                      |
| |                      |                                      |                                      |
| \| \| 62 \| Tacna 550 ü. M. \| Tacna 550 ü. M. \| \| \| 42 \| Kilómetro 42 \| Kilómetro 42 \| \| \| 32 \| Hospicio \| Hospicio \| \| \| \| Concordia \| \| \| \| \| Peru/Chile \| \| \| \| 17 \| Escritos \| Escritos \| \| \| \| Villa Frontera \| \| \| \| 10 \| Chacalluta 46 m ü. M. \| Chacalluta 46 m ü. M. \| \| \| \| Bahnstrecke Arica–La Paz (Meterspur) \| \| \| \| 0 \| Arica 3 m ü. M. \| Arica 3 m ü. M. \| \| \| \| Hafen Arica \| \| \| \| \| \| \| \| Quellen: [1] \| \| \| \| |                      |                                      |                                      |
| Kopfbahnhof Streckenanfang | 62                   | Tacna 550 ü. M.                      | Tacna 550 ü. M.                      |
| Haltepunkt / Haltestelle | 42                   | Kilómetro 42                         | Kilómetro 42                         |
| Haltepunkt / Haltestelle | 32                   | Hospicio                             | Hospicio                             |
| ehemaliger Bahnhof |                      | Concordia                            | Concordia                            |
| Grenze |                      | Peru/Chile                           | Peru/Chile                           |
| Haltepunkt / Haltestelle | 17                   | Escritos                             | Escritos                             |
| ehemaliger Bahnhof |                      | Villa Frontera                       | Villa Frontera                       |
| Bahnhof | 10                   | Chacalluta 46 m ü. M.                | Chacalluta 46 m ü. M.                |
| Strecke · Strecke von links |                      | Bahnstrecke Arica–La Paz (Meterspur) | Bahnstrecke Arica–La Paz (Meterspur) |
| Bahnhof · Kopfbahnhof Streckenende | 0                    | Arica 3 m ü. M.                      | Arica 3 m ü. M.                      |
| Betriebs-/Güterbahnhof Streckenende |                      | Hafen Arica                          | Hafen Arica                          |
| |                      |                                      |                                      |
| Quellen: |                      |                                      |                                      |

Die Bahnstrecke Tacna–Arica (Ferrocarril Tacna–Arica – FCTA) verläuft zwischen den Städten Tacna in Peru und Arica in Chile und wird als peruanische Staatsbahn betrieben.

## Infrastruktur
Die Strecke ist 62 km lang und in Normalspur ausgeführt. Überwiegend verläuft sie durch die Atacama-Wüste und parallel zur Panamericana.

## Geschichte

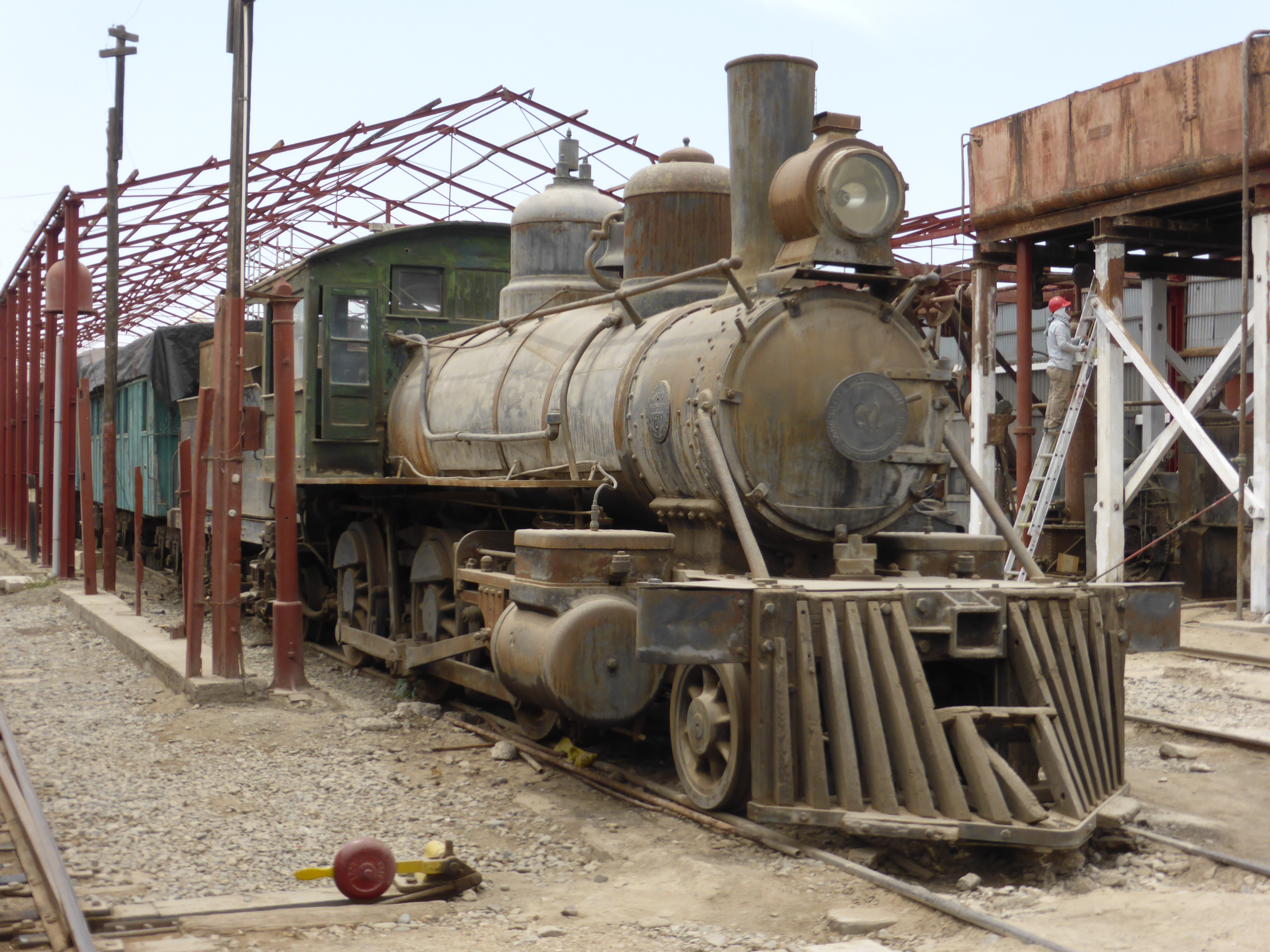
Baldwin-Lokomotive von 1908 im Eisenbahn-Nationalmuseum in Tacna

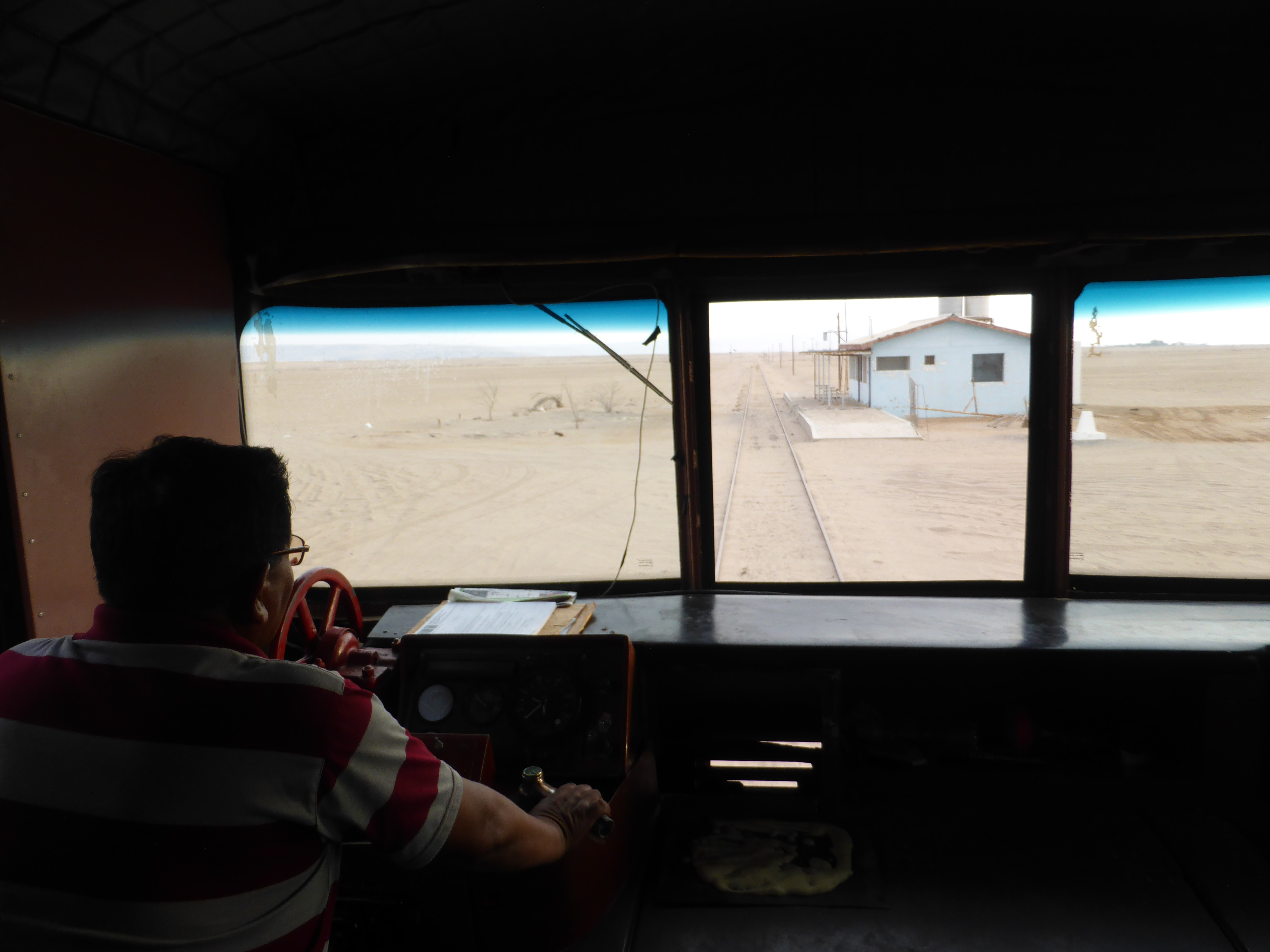
Einfahrt in den Haltepunkt Escritos, 2018

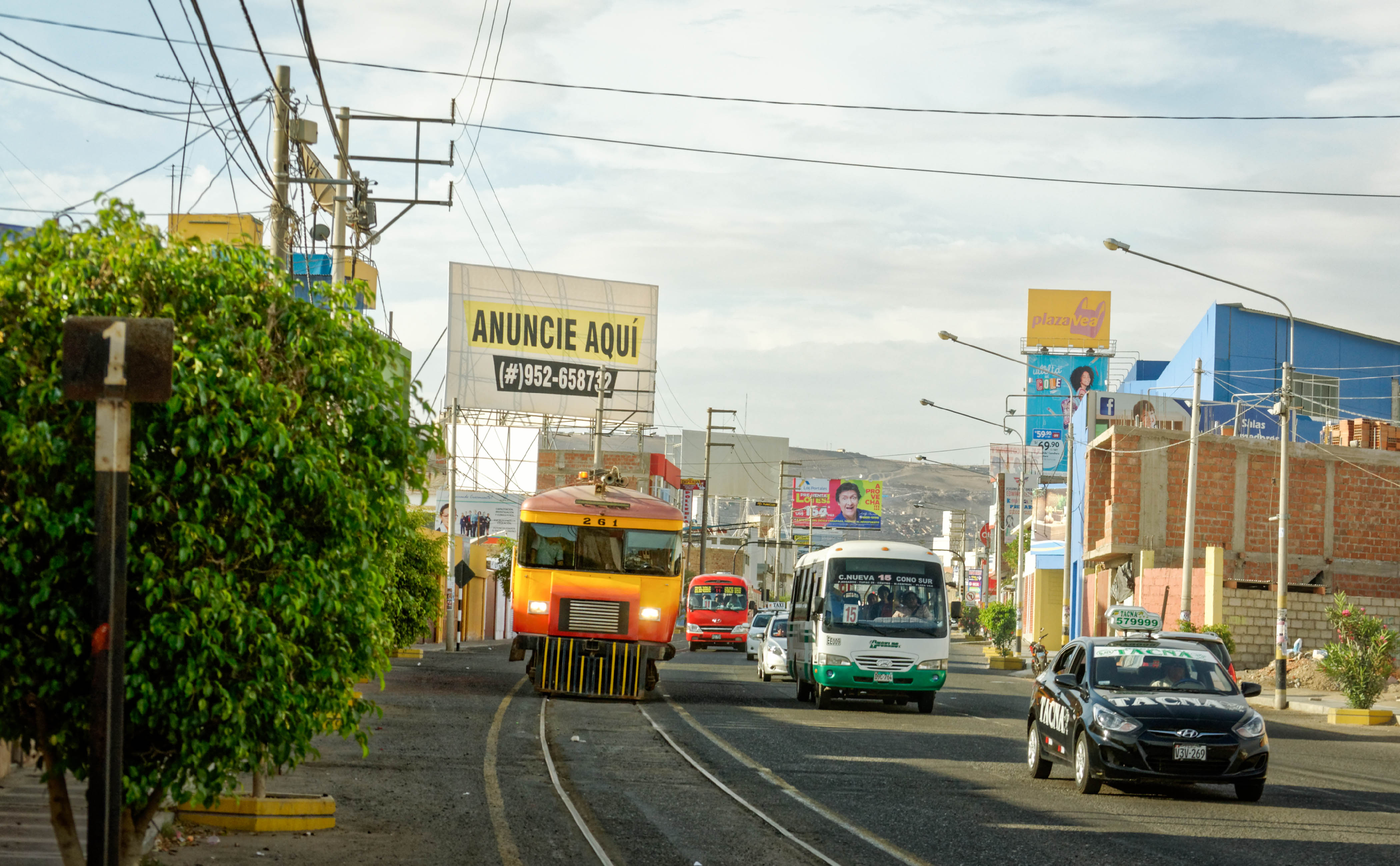
Unterwegs, 2017

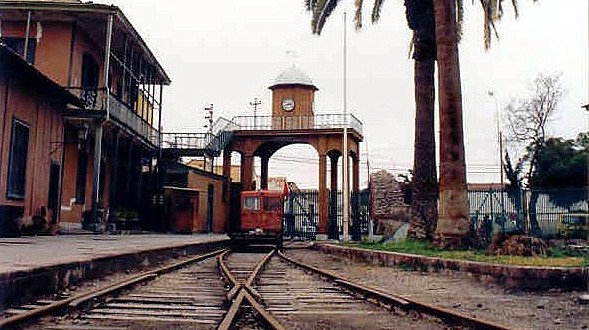
Bahnhof Tacna, 2002

Die Konzession für den Bau wurde 1851 und für den Betrieb 1856 auf 99 Jahre erteilt. Sie wurde von der britischen Gesellschaft Arica & Tacna Railway Co gehalten, die die Bahn 1856 eröffnete. Die beiden Endpunkte, die Städte Tacna und Arica, gehörten damals beide zum peruanischen Staatsgebiet. Sie war die zweite Bahnstrecke, die in Peru eröffnete und ist heute die älteste noch in Betrieb befindliche Eisenbahn des Landes. 1869 wurde eine Verlängerung der Bahn nach La Paz (Bolivien) erwogen, aber nicht durchgeführt.
Als Chile im Salpeterkrieg (1879–1884) Tacna und Arica besetzte, befand sich die Eisenbahn weiter in den Händen der privaten Arica & Tacna Railway Co und war nicht Gegenstand einer Enteignung. Mit dem Vertrag von Lima wurde Tacna 1929 wieder peruanisch, während Arica chilenisch blieb. Auch die internationalen Betriebsrechte  sicherte der Vertrag ab. 1932 verfügte die Bahn über sieben Dampflokomotiven, 11 Triebwagen, 19 Personen- und 37 Güterwagen. Ab den 60er Jahren kamen überzählige Fahrzeuge von der Zentralbahn und der Bahnstrecke Ilo–Moququa hinzu, so z. B. die Triebwagen von Sentinel/Wickham. Die Lok 300 wurde ursprünglich an die Bahn in Piura geliefert.
Der Verkehr war nie umfangreich und die Konkurrenz der parallel verlaufenden Panamerica war seit dem Aufkommen der Kraftfahrzeuge immer sehr stark.:60 Um 1940 übernahm der Staat die Strecke und deren Betrieb, was wohl wirtschaftliche Gründe hatte.
Im Dezember 1986 wurde der Bau eines neuen Empfangsgebäudes in Arica abgeschlossen.
Im Februar 2001 wurde die Brücke über den Lluta bei einem Hochwasser zerstört. Der Verkehr war längere Zeit unterbrochen. Seit 2005 betreibt die peruanische Region Tacna die Bahn. Auch 2012 wurde der Personenverkehr erneut vorübergehend eingestellt. Auch während der Corona-Zeit ruhte der Bahnverkehr.

## Betrieb

### Personenverkehr
Nach einer Sanierung der Strecke 2016 findet seit dem 28. Mai 2016 wieder Personenverkehr statt. Von mehreren vorhandenen Dieseltriebwagen ist nur ein Fahrzeug betriebsfähig. Es handelt sich um ein Fahrzeug von Sentinel/Wickham, das kürzlich modernisiert wurde, die Nummer 261 trägt und 48 Sitzplätzen aufweist. Früher wurde auch mit der Lok 300 und den Reisezugwagen von Cravens ein lokbespannter Zug eingesetzt. Derzeit wird die Strecke von zwei Zugpaaren bedient. Der Verkehr ist überwiegend touristisch. Die Grenzkontrollen finden in den Bahnhöfen Tacna und Arica statt. Die Fahrzeit beträgt etwa anderthalb Stunden.

### Güterverkehr

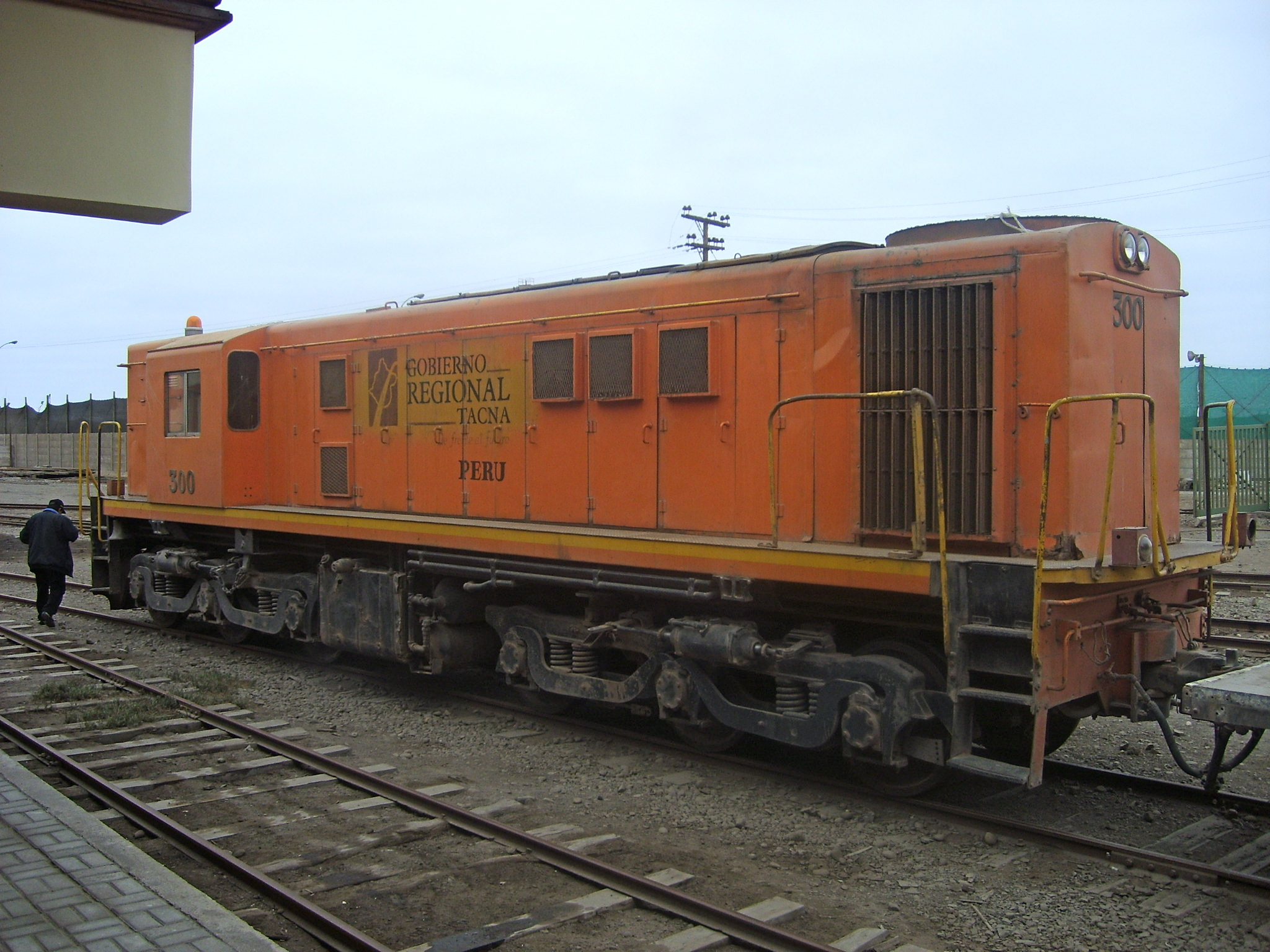
Diesellokomotive Nummer 300

Der Hafen von Arica hat einen Anschluss an die Bahn. Dort gibt es eine Anlegestelle für den Güterverkehr mit Peru. Dafür unterhält die Bahn die Diesellokomotive Nummer 300 von ALCO, die 1958 gebaut wurde.:60 Befördert wurden wohl überwiegend Container. Seit über 10 Jahren war die Lok 300 schadhaft abgestellt, so dass kein Güterverkehr stattfand. 2023 wird die Reaktivierung der Lok geprüft.

## Wissenswert
- Die Bahn ist die einzig verbliebene in Peru mit grenzüberschreitendem Verkehr.
- Im Bahnhof von Tacna befindet sich ein Eisenbahnmuseum.
- Eine Lokomotive von 1880 steht als Denkmal in Tacna am Anfang der Avenida Bolognesi.